# 스페인 에스쿠도

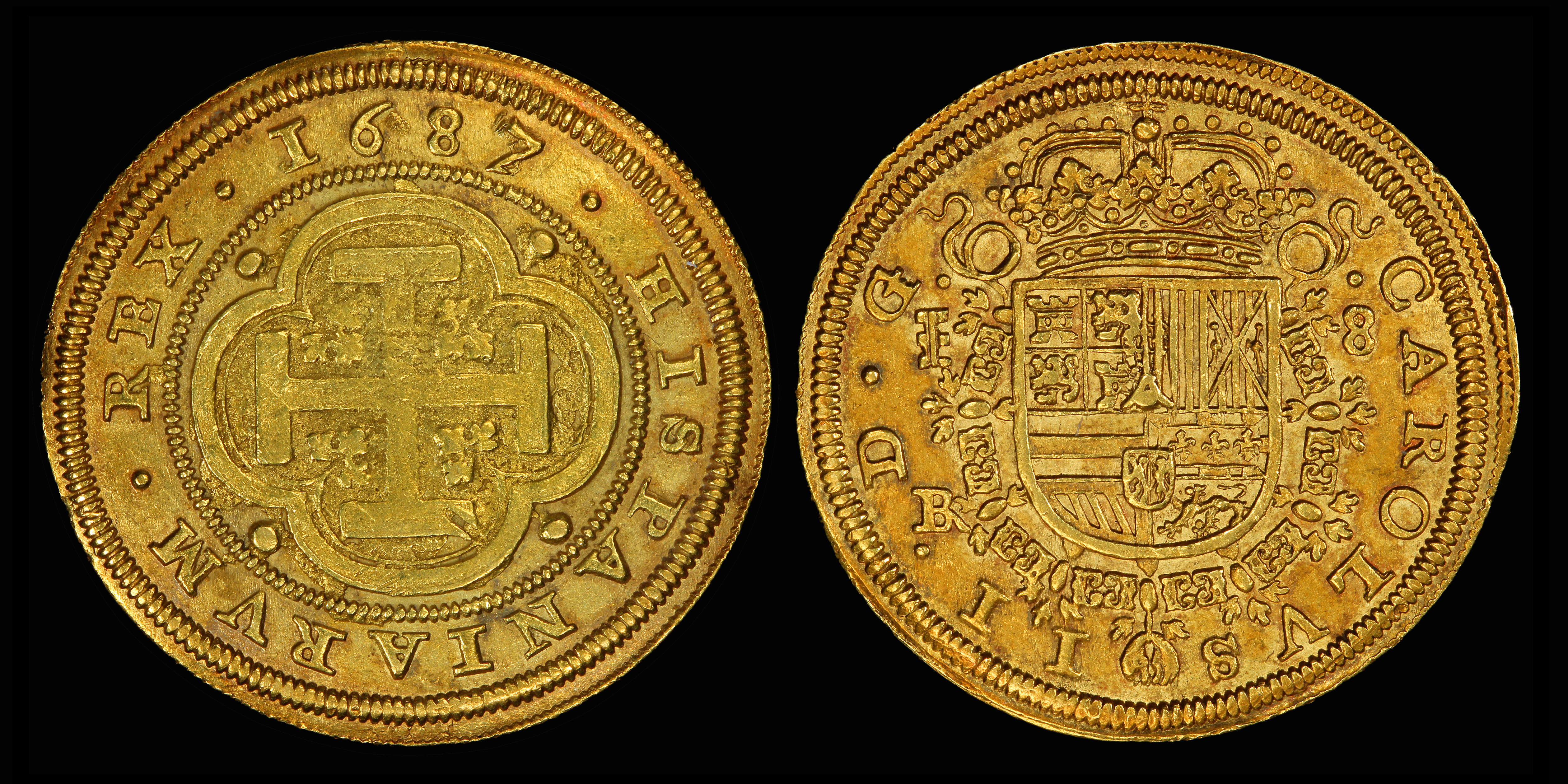
1687년 카를로스 2세 시기 세고비아 발행 8에스쿠도 금화

스페인 에스쿠도(스페인어: Escudo español)는 16세기부터 19세기까지 쓰인 스페인의 통화 단위이다.

## 에스쿠도 금화

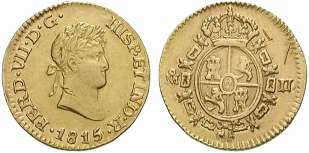
1815년 페르난도 7세 시기 멕시코 발행 2에스쿠도 더블룬 금화

최초의 에스쿠도 금화는 1535년에 발행됐으며, 에스쿠도 액면의 동전은 1833년까지 발행됐다. 처음에는 16스페인 레알만큼의 가치를 지녔으며, 1642년에는 16스페인 식민지 레알, 1737년에는 16강력한 스페인 식민지 레알(real de plata fuerte) 또는 40은동 레알(real de vellón)만큼의 가치를 지녔다.
½, 1, 2, 4, 8에스쿠도 금화가 있었으며, 특히 그 가운데 2에스쿠도 금화는 더블룬이라는 이름이 붙었다. 1809년과 1849년 사이에는 80, 60, 320은동 레알 동전이 발행됐으며 이는 각각 2, 4, 8에스쿠도 금화와 같았다. 대부분은 마드리드에서 발행했으며, 스페인의 국장의 아래와 왼쪽에 마드리드에서 발행한 동전에는 M이, 세비야에서 발행한 동전에는 S가 새겨졌다. 그 밖에 바르셀로나와 세고비아, 라코루냐 주 페롤 부근 네다의 후비아(Jubia)에서도 발행했다. 반대편에는 발행 담당자의 약자가 새겨졌다.
스페인 레알과 은동 레알, 에스쿠도의 교환비는 다음 표와 같다.
| 교환비     | 교환비     |
| 레알       | 은동 레알  |
| 8 에스쿠도 | 320 레알   |
| 4 에스쿠도 | 160 레알   |
| 2 에스쿠도 | 80 레알    |
| 1 에스쿠도 | 40 레알    |
| 8 레알     | 20 레알    |
| 4 레알     | 10 레알    |
| 2 레알     | 5 레알     |
| 1 레알     | 2½ 레알    |
| 1/2 레알   | 1¼ 레알    |
| 8 마라베디 | 8 마라베디 |
| 4 마라베디 | 4 마라베디 |
| 2 마라베디 | 2 마라베디 |
| 1 마라베디 | 1 마라베디 |
| ---------- | ---------- |

## 에스쿠도 은화
에스쿠도 은화는 1864년부터 1869년까지 스페인 제국의 통화였다. 에스쿠도 은화는 에스쿠도 금화의 ¼만큼의 가치를 지녔으며, 10레알 = 1에스쿠도의 교환비로 레알을 대체했다. 보조 단위로는 100센티모(céntimos de escudo)가 있었다. 스페인 제국이 라틴 통화 동맹에 들어간 뒤 2½페세타 = 1에스쿠도의 교환비로 페세타가 에스쿠도를 대체했다.
½, 1, 2½, 5센티모 동화와 10, 20, 40센티모 은화, 1, 2에스쿠도 은화, 2, 4, 10에스쿠도 금화가 있었다. 1에스쿠도 은화는 1864년, 다른 에스쿠도 은화와 금화는 1865년, 에스쿠도 동화는 1866년에 도입됐다. 모두 1868년까지 발행됐으며, 10에스쿠도는 1873년 스페인 제1공화국에서도 발행됐다.

## 같이 보기
- 더블룬
- 스페인 레알
- 스페인 페세타
- 포르투갈 이스쿠두